# شخصیت‌بخشی به ملیت

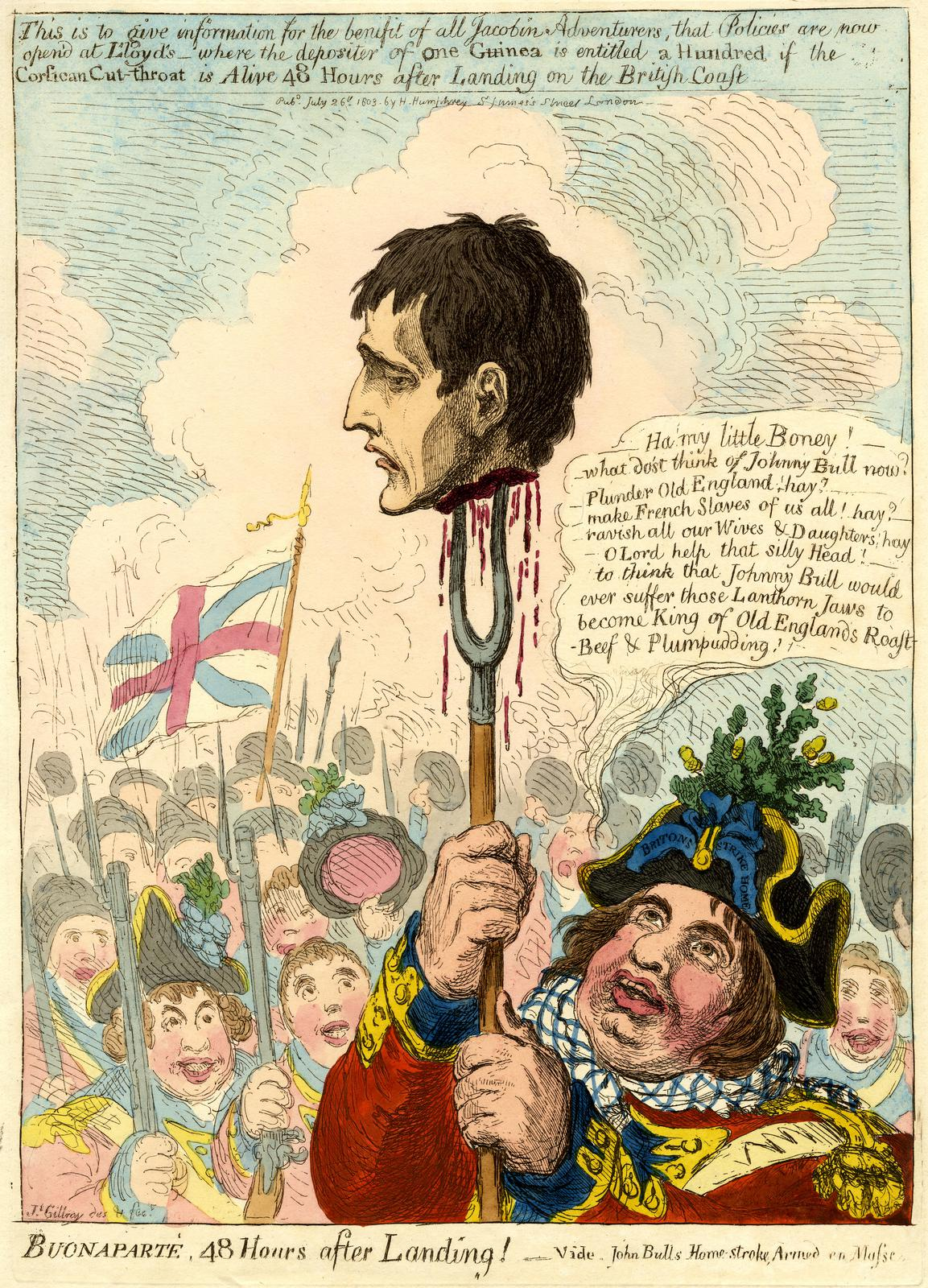
جان بول، نماد تجسم‌بخشی به پادشاهی متحد، در کاریکاتوری از جیمز گیلری به سال ۱۸۰۳ سر ناپلئون را بالای نیزه‌ای نگه داشته‌است.

شخصیت‌بخشی به ملیت (به انگلیسی: national personification) نوعی انسان‌دیسی از یک ملت یا مردمان آن ملت است که می‌تواند هم در کارتون‌های سرمقاله‌ای و هم در تبلیغات سیاسی به کار رود.
برخی از تجسم‌بخشی‌های اولیه در غرب تجلی و مظهر ملی از آتنا/مینرو، الههٔ باشکوه خرد، حکمت و جنگ بودند و اغلب به نام‌های لاتین استان‌های روم خوانده می‌شدند. بریتانیا، گرمانیا، هیبرنیا، هلوتیا، و پلونیا مثال‌هایی از این دست هستند. میشل آلمانی و جان بول نمایندگانی از شهروندان یک ملت -به جای خود ملت- هستند.
تجسم‌بخشی به ملیت با حیوان ملی فرق دارد؛ با این وجود در برخی کارتون‌ها برای نشان دادن یک کشور، از حیوان ملی آن کشور به جای تجسم‌بخشی به ملیتش استفاده می‌کنند.

## نگارخانه

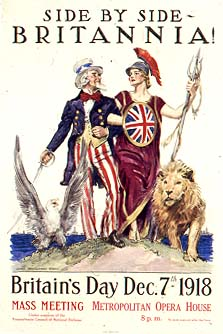
بریتانیا دست به دست عمو سام نمادی از اتحاد آمریکایی-بریتانیایی در جنگ جهانی اول است.
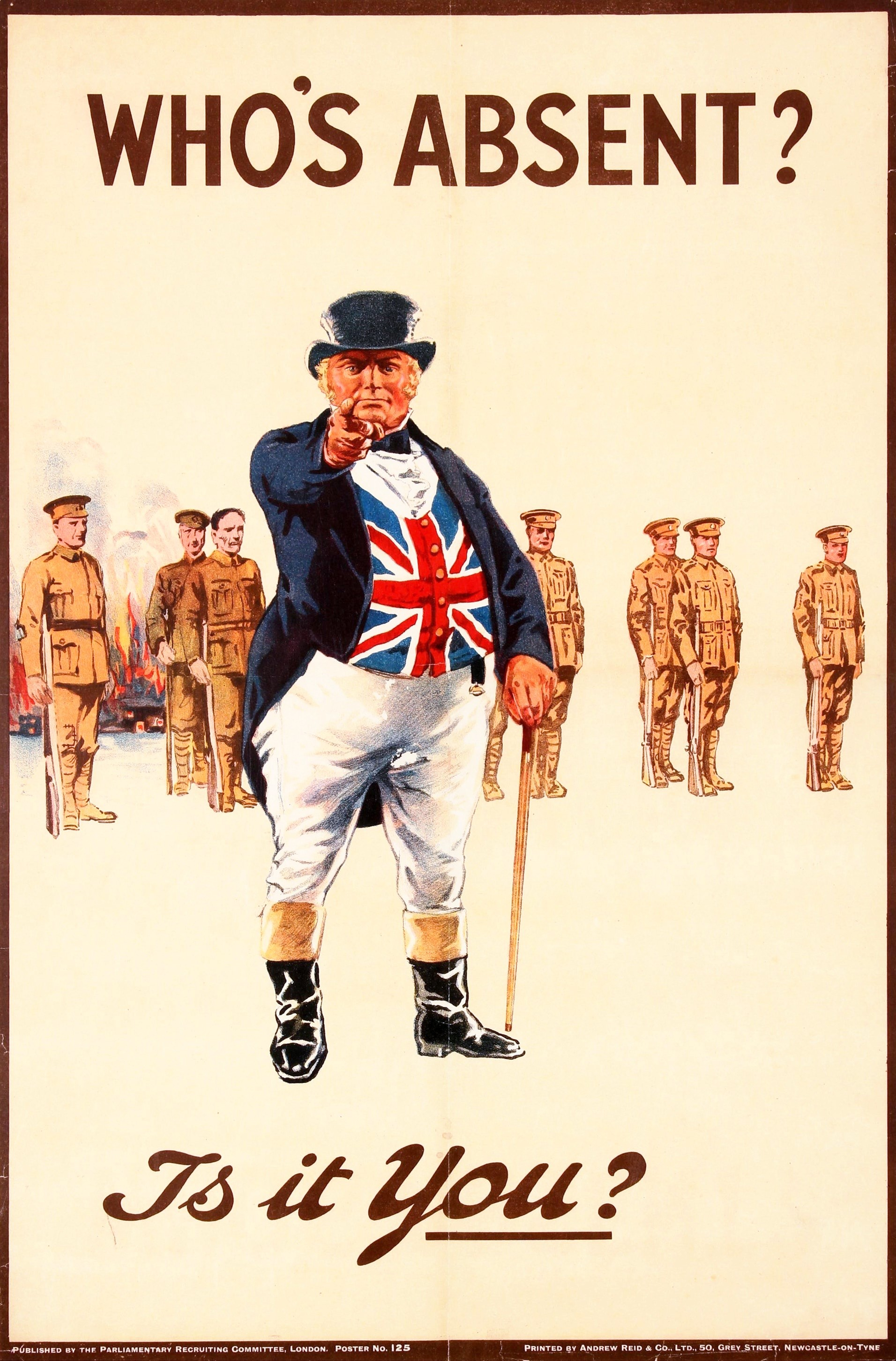
پوستر سربازگیری برای جنگ جهانی اول که جان بول را به تصویر کشیده‌است.
عمو سام در یک پوستر سربازگیری برای ارتش ایالات متحده دیده می‌شود. از این پوستر در هر دو جنگ جهانی استفاده شد.
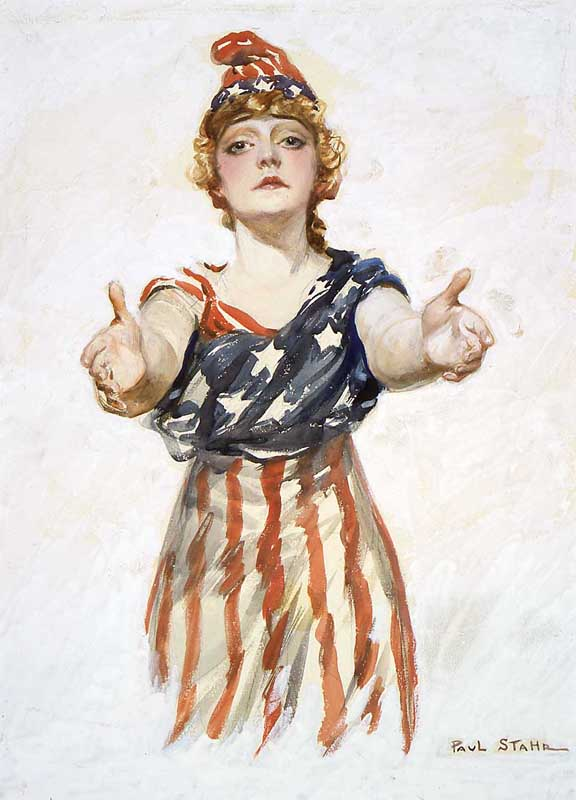
کلمبیا نماد تجسم‌بخشی به ملیت آمریکایی (پوستر میهن‌پرستانهٔ جنگ جهانی اول)